# Agnieszka Kolasa
Agnieszka Kolasa (ur. 20 maja 1992) – polska lekkoatletka specjalizująca się w skoku o tyczce. 
Odpadła w eliminacjach podczas mistrzostw świata juniorów w Bydgoszczy (2008). W 2009 była szósta podczas mistrzostw świata juniorów młodszych oraz zajęła  dziewiąte miejsce na mistrzostwach Europy juniorów. Sezon 2009 zakończyła także z rekordami Polski w hali (3,95) i na stadionie (4,05) w kategorii juniorek młodszych. Finalistka rozegranych w 2011 w Tallinnie mistrzostw Europy juniorów. Reprezentantka Polski w meczach międzypaństwowych.  
Srebrna medalistka mistrzostw Polski (2012).
Medalistka mistrzostw Polski juniorów (złoto: Toruń 2011). Stawała na podium halowych mistrzostw Polski juniorów i juniorów młodszych oraz ogólnopolskiej olimpiady młodzieży. 
Zawodniczka jest reprezentantką klubu SKLA Sopot, a jej trenerem jest Jacek Torliński. 
Rekordy życiowe: stadion – 4,30 (9 czerwca 2012, Sopot i 17 czerwca 2012, Bielsko-Biała); hala – 4,30 (29 stycznia 2012, Spała, 11 lutego 2012, Donieck i 26 lutego 2012, Spała). 

## Osiągnięcia
| Rok  | Impreza                               | Miejsce          | Pozycja           | Wynik |
| ---- | ------------------------------------- | ---------------- | ----------------- | ----- |
| 2008 | Mistrzostwa świata juniorów           | Bydgoszcz        | el. – 14. miejsce | 3,80  |
| 2009 | Mistrzostwa świata juniorów młodszych | Tyrol Południowy | 9. miejsce        | 3,90  |
| 2009 | Mistrzostwa Europy juniorów           | Nowy Sad         | 6. miejsce        | 3,90  |
| 2011 | Mistrzostwa Europy juniorów           | Tallinn          | 9. miejsce        | 4,00  |